# Parque nacional de Zigalga
El parque nacional de Zigalga (en ruso: Национальный парк «Зигальга») cubre la mayor parte de la cordillera de Zigalga, una de las cadenas montañosas más altas y más grandes de los Urales del Sur en Rusia. El propósito de crear el parque era preservar los complejos únicos de bosque y tundra en las cuencas de los ríos Juriuzań y Kutkurka, cuya cuenca hidrográfica es la cordillera Zigalga. Gran parte del territorio no ha sido alterado por la actividad humana y, por lo tanto, alberga comunidades florales relictas de la Edad de Hielo en todas las zonas de altitud: bosques de pinos y abedules, taiga de coníferas oscuras, praderas alpinas y tundra montañosa. El parque se creó oficialmente el 18 de noviembre de 2019 y está ubicado en el distrito administrativo (raión) de Katav-Ivánovsk del óblast de Cheliábinsk.

## Topografía
El parque nacional Ziglalga conecta dos grandes áreas protegidas en la cordillera principal de los Urales del Sur, con el parque nacional Zyuratkul al noreste y la reserva natural de los Urales del Sur al suroeste. El parque incluye las cabeceras del río Yuriuzán y el río Kutkurka. El punto más alto está en el monte Poperechnaya (1387 metros).

## Ecorregión y clima
El parque se encuentra en el extremo sur de la ecorregión del bosque montano y tundra de los Urales. Está estrechamente rodeada por tres lados por otras tres ecorregiones: el bosque estepario de Europa oriental al oeste, la taiga de Siberia Occidental al noreste y la estepa forestal kazaja al sur.
El clima de la ecorregión es un clima subártico, sin estación seca (clasificación climática de Köppen (Dfc)). Este clima se caracteriza por veranos templados (solo 1-3 meses por encima de los 10 °C (50,0 °F)) e inviernos fríos y nevados (el mes más frío por debajo de −3 °C (26,6 °F)).

## Flora y fauna

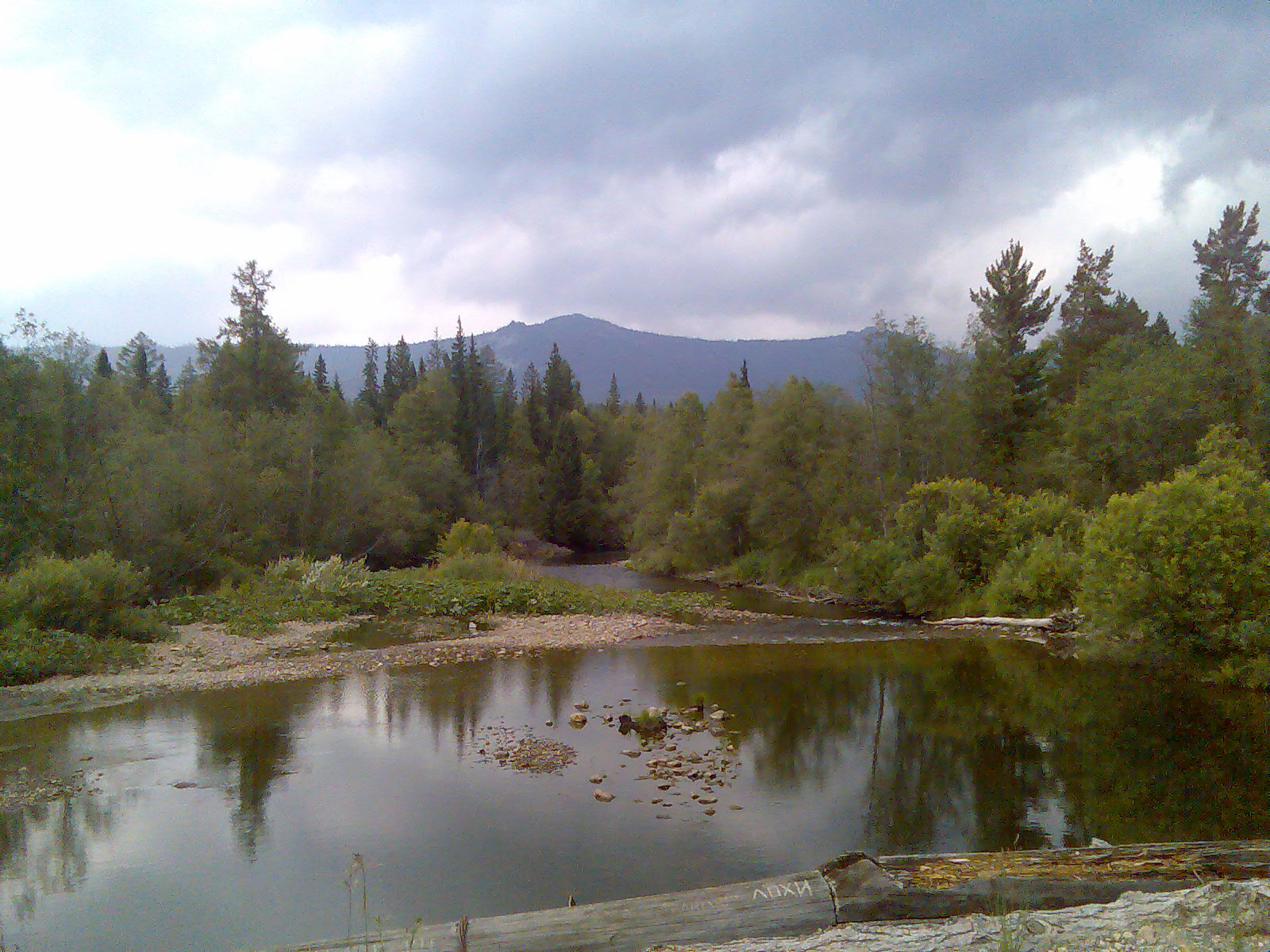
Vista desde el río Yuriuzán

La altitud dicta el tipo de bosque en el parque. En las estribaciones y pendientes de hasta 750 metros la cubierta forestal está formada por Picea obovata (pícea siberiana), Abies sibirica (abeto siberiano) y rodales de Tilia sibirica (tilo siberiano). Las turberas alpinas son comunes, tanto mesotróficas como oligomesotróficas, al igual que varias especies de plantas boreales en el extremo sur de su área de distribución. Por encima de los 750 metros, la cubierta boscosa se convierte en una franja de praderas subalpinas. Por encima de 1000-1200 metros hay tundra montañosa. El 95 % del parque está cubierto de bosques y el 4 % es pradera alpina. Dentro de los límites del parque los científicos han registrado 500 especies de plantas vasculares, 55 de mamíferos, 160 de aves, 13 de anfibios y reptiles y 20 especies de peces.
Entre los vertebrados, las especies típicas de la zona forestal de los Urales del Sur son dominantes. Aquí viven: la ardilla roja (Sciurus vulgaris), la liebre de montaña (Lepus timidus), la marta (Martes martes), el oso pardo (Ursus arctos), el lince euroasiático (Lynx lynx), el corzo (Capreolus capreolus), el urogallo común (Tetrao urogallus), el gallo lira común (Lyrurus tetrix), el grévol común (Tetrastes bonasia), la cigüeña negra (Ciconia nigra), el mirlo (Turdus merula), el cárabo uralense (Strix uralensis), la becada (Scolopax rusticola) y el pito negro (Dryocopus martius).